# Pieter de Vink
Pieter Jan de Vink (Genemuiden, 25 oktober 1941 - Hilversum, 2 september 2007) was een Nederlands radio- en televisiejournalist en -presentator.
In 1965 gebruikte De Vink zijn studie politicologie niet voor een loopbaan in de politiek, maar om journalist te worden. Aanvankelijk bij Het Vaderland en Het Vrije Volk.
Maar binnen tien jaar had hij zijn schrijfmachine al verruild voor camera en microfoon en leerde het televisiekijkend publiek hem kennen als presentator en eindredacteur van Panoramiek, het buitenlandreportageprogramma van de NOS, waar hij van 1974 tot 1986 werkzaam was.
In de jaren negentig sloeg De Vink zijn vleugels verder uit naar programma's als de actualiteitenrubriek NOS-Laat, het op de zondagochtend uitgezonden politieke praatprogramma Het Capitool en NOVA, het gezamenlijke actualiteitenprogramma van NPS en VARA, waar hij nu eens te zien was als presentator, dan weer als commentator buitenland; dat laatste met name waar het ging om internationale diplomatie, zaken van oorlog en vrede, het Arabisch-Israëlisch conflict en politieke ontwikkelingen in Europa.
Hij ging in 2001 in de VUT. Sindsdien verzorgde hij mediatrainingen en trad hij regelmatig op als leider van conferenties, congressen en forums.
Pieter de Vink was al geruime tijd ernstig ziek toen hij aan het einde van de zomer van 2007 op 65-jarige leeftijd overleed.